# Vamos chilenos
Vamos chilenos fue una teletón chilena que se realizó los días 18 y 19 de septiembre de 2020. Impulsada por el presentador de televisión Mario Kreutzberger (más conocido como Don Francisco), y de formato similar a las campañas solidarias Teletón y Chile ayuda a Chile, tuvo como objetivo ayudar a personas afectadas por el impacto socioeconómico de la pandemia de enfermedad por coronavirus, especialmente a los adultos mayores que viven solos, considerados como un grupo de riesgo al virus. Dicha ayuda será canalizada para ellos mediante diferentes programas, principalmente el aporte de dispositivos móviles para entregar conectividad, realizados por la Fundación Conecta Mayor, de la Pontificia Universidad Católica de Chile.
Si bien esta campaña no tenía originalmente una meta de recaudación definida, durante el programa televisivo Don Francisco aseguró que se requería recaudar la suma de 30 mil millones de pesos para lograr los objetivos propuestos por la campaña, particularmente dar conectividad a 80 mil adultos mayores. Esta suma no fue alcanzada; sin embargo, de acuerdo a lo informado por Don Francisco en el cierre de la transmisión, se alcanzaron algunos objetivos relativos a dispositivos electrónicos y elementos esenciales para los adultos mayores.

## Antecedentes
A mediados de junio de 2020 se anunció la posibilidad de realizar una tercera versión de la telemaratón Chile ayuda a Chile, nuevamente encabezada por Mario Kreutzberger, que iría en ayuda de gente afectada por la crisis económica asociada a la pandemia de COVID-19. Posteriormente se confirmó la fecha de la nueva campaña, los días 18 y 19 de septiembre Fue sin una meta monetaria y por bloques, de manera similar a la Teletón 2020 realizada en abril del mismo año. Esta campaña es realizada por la Fundación Teletón en conjunto con la Anatel, Arcatel, Archi, Ibero Americana Radio Chile y la Universidad Católica de Chile.

## Transmisión
La transmisión del evento se realizó en conjunto por todos los canales de televisión agrupados en ANATEL y Arcatel:
| - Telecanal - La Red - TV+ - TVN/TV Chile - Mega - Chilevisión - Canal 13/13i - Telenorte - TVR - Portales Digital | - ADN Radio Chile - Radio Agricultura - Radio Cooperativa - Radio Portales - Radioactiva - Candela FM - Radio Carolina - Radio La Clave - Radio Concierto - Los 40 - Disney Chile - Radio Imagina - Radio Pudahuel - Rock & Pop - Play FM - Sonar FM - Tele13 Radio - Radio Festival |

## Programación
La excepción de la campaña fue entre las 02:40 y 16:00 con la programación de cada canal y también entre las 20:00 y 21:00 con la programación o noticiero de cada canal.
| Horario                                  | Bloque   | Contenido y presentaciones musicales |
| ---------------------------------------- | -------- | --- |
| 22:00 - 02:40                            | Obertura | Espacio conducido en el Teatro Teletón por: Karen Doggenweiler, Eduardo Fuentes, Tonka Tomicic, Julián Elfenbein, Diana Bolocco, Cristián de la Fuente, Amaro Gómez Pablos, Angélica Castro, José Miguel Viñuela y Juan Pablo Queraltó. Mientas que en el muro virtual estuvieron desde Miami Cecilia Bolocco y Rafael Araneda, más los animadores Francisca García-Huidobro y María Luisa Godoy. A las 00:00 horas el Tenor pehuenche Miguel Ángel Pellao y la soprano venezolana Gaby Pérez, rindieron un especial homenaje a las víctimas de esta pandemia. Gloria Estefan, Congreso, Beto Cuevas, Pablo Alborán, Villa Cariño, Tomo Como Rey, Kudai, Nicole, Javiera Mena, Vesta Lugg, Jose Cisternas, Sigrid Alegría y el grupo Aparcoa y Daniela Castillo, fueron los artistas de la primera noche. |
| Programación de cada canal (02:40-16:00) |          | |
| 16:00 - 20:00                            | Fondatón | Una programación especial para niños, niñas y jóvenes, donde se destaca la presentación del Circo de Pastelito y Tachuela Chico, en una tradicional celebración de nuestras Fiestas Patrias. Eloy, Aleste, Fonseca, Natalino, Amaya Forch, Ema Pinto, Felipe Ríos, Juan Ayala, Yolito y la Cubanacán, Miguel Barriga, Camelón Landaez, Andrés de León y Doc Sing, durante la tarde fueron parte de esta fiesta de la chilenidad. Para concluir el bloque, se realizó un panel de expertos conformado por el geriatra Gerardo Fasce, el alcalde de Estación Central Rodrigo Delgado y el Director del Servicio Nacional del Adulto Mayor (SENAMA), Octavio Vergara, ellos, junto al periodista Iván Núñez, quienes respondieron consultas en vivo y a través del Facebook Live de Teletón Chile. Este espacio contó con la animación de Sergio Lagos, Millaray Viera, Luis Jara, Carmen Gloria Arroyo, Francisco Saavedra, Francisca García Huidobro, Gonzalo Ramírez, Carolina Escobar, Polo Ramírez, Daniel Fuenzalida, Ignacio Gutiérrez y Juan Pablo Queraltó desde el Teatro Teletón y del actor Fernando Godoy y los comunicadores Carola de Moras, Scarleth Cárdenas, Juan Pablo Queralto, Cristián de la Fuente, Angélica Castro, Julia Vial, desde sus casas a través del muro virtual. |
| Noticieros de cada canal (20:00-21:00)   |          | |
| 21:00 - 02:23                            | Cierre   | Bloque de clausura de la campaña solidaria desde el Teatro Teletón. A partir de las 21 horas subieron al escenario del teatro Martín Cárcamo, Diana Bolocco, Carmen Gloria Arroyo, Eduardo de la Iglesia, Luis Jara, Tonka Tomicic, Eduardo Fuentes, Francisco Saavedra, Karen Doggenweiler y Julián Elfenbein. Desde el muro virtual, animaron la recta final: Rafael Araneda y Cecilia Bolocco desde Miami, junto a Gino Costa, Polo Ramírez y Daniel Fuenzalida. |

## Participantes
| Las presentaciones de los artistas serán los siguientes en modo presencial. - Inti-Illimani - Beto Cuevas - Sigrid Alegría - Andrés de León - Grupo Aparcoa - Paloma Soto - La Sonora de Tommy Rey - La Sonora Palacios - Jordan - Leo Rey - Quique Neira - Leandro Martínez - Doctor Sing - Lalo Ibeas - Paz Binimelis - Daniela Castillo - María Jimena Pereyra - Sinergia - Dúo Delis - Monteaguilino - Hermanos Zabaleta - Gloria Simonetti - Marisa - Carolina Soto - Josefina Cisternas - Natalino - José Alfredo Fuentes - Pablo Alborán - Diego Torres - Yuri - Chayanne - Kudai - Gloria Estefan - Laura Pausini - Nicole - Víctor Manuelle - José Luis Perales - Fonseca - Alejandro Sanz | Los presentadores que participaran del evento televisivo serán los siguientes: - Don Francisco - Cristián de la Fuente - Mary Godoy - Carolina de Moras Álvarado - Rafael Araneda - Cecilia Bolocco - Ana María Polo - Scarleth Cárdenas - Juan Queraltó - Julia Vial - Don Cárcamo - Julián Elfenbein - Tonka - Amaro Gómez - Angélica Castro - Diana Bolocco - Karen Doggenweiler - Pancho Saavedra - Luchito Jara - Eduardo Fuentes - Katherine Salosny - Viñuela - Carmen Gloria - Ignacio Gutiérrez - Sergio Lagos - Millaray Viera - Francisca García Huidobro - Gonzalo Ramírez - Carolina Escobar - Eduardo de la Iglesia - Cristian Sánchez - Claudia Conserva - Jean Philippe Cretton - Juan Carlos Valdivia - Barbara Rebolledo - Leo Caprile - Daniel Valenzuela - Polo Ramírez - Daniel Fuenzalida - Enrique "Kike" Morandé |

## Recaudación

### Cómputos parciales
| Hora  | Monto en pesos   | Monto en dólares | Monto en euros |
| ----- | ---------------- | ---------------- | -------------- |
| 23:10 | $ 433 998 615    | US$ 570 300      | 482 220 €      |
| 00:46 | $ 1 128 388 090  | US$ 1 482 770    | 1 253 764 €    |
| 01:42 | $ 4 346 340 811  | US$ 5 711 354    | 4 829 267 €    |
| 02:25 | $ 4 657 827 310  | US$ 6 120 667    | 5 175 363 €    |
| 02:37 | $ 4 984 449 244  | US$ 6 549 867    | 5 538 276 €    |
| 16:40 | $ 5 232 203 440  | US$ 6 875 431    | 5 813 559 €    |
| 17:59 | $ 5 497 463 228  | US$ 7 223 998    | 6 108 292 €    |
| 19:55 | $ 6 455 548 209  | US$ 8 481 667    | 7 171 720 €    |
| 21:36 | $ 7 067 090 273  | US$ 9 286 583    | 7 852 322 €    |
| 22:59 | $ 8 365 476 540  | US$ 10 992 741   | 9 294 973 €    |
| 23:38 | $ 9 268 650 265  | US$ 12 179 566   | 10 298 500 €   |
| 00:14 | $ 10 167 126 437 | US$ 13 360 218   | 11 296 807 €   |
| 01:15 | $ 11 231 923 765 | US$ 14 759 426   | 12 479 915 €   |
| 01:41 | $ 15 793 060 074 | US$ 20 753 035   | 17 547 844 €   |
| 02:09 | $ 16 427 363 537 | US$ 21 586 548   | 18 252 626 €   |

### Aportes de marcas auspiciadoras
| Empresa         | Giro                   | Monto en pesos  | Monto en dólares | Monto en euros |
| --------------- | ---------------------- | --------------- | ---------------- | -------------- |
| Banco de Chile  | Banco                  | $ 300 000 000   | US$ 394 218      | 333 333 €      |
| BCI             | Banco                  | $ 300 000 000   | US$ 394 218      | 333 333 €      |
| Cerveza Cristal | Cerveza                | $ 250 000 000   | US$ 328 515      | 277 777 €      |
| Gato            | Vino                   | $ 250 000 000   | US$ 328 515      | 277 777 €      |
| Coopeuch        | Cooperativa de crédito | $ 265 000 000   | US$ 348 226      | 294 444 €      |
| Entel           | Telecomunicaciones     | $ 1 500 000 000 | US$ 1 971 090    | 1 666 662 €    |
| Santander       | Banco                  | $ 300 000 000   | US$ 394 218      | 333 333 €      |
| Babysec         | Pañales                | $ 250 000 000   | US$ 328 515      | 277 777 €      |
| Confort         | Papel higiénico        | $ 250 000 000   | US$ 328 515      | 277 777 €      |
| Cotidian        | Pañales para adultos   | $ 250 000 000   | US$ 328 515      | 277 777 €      |
| Elite           | Papel higiénico        | $ 250 000 000   | US$ 328 515      | 277 777 €      |
| LadySoft        | Toallas femeninas      | $ 250 000 000   | US$ 328 515      | 277 777 €      |
| Nova            | Papel absorbente       | $ 250 000 000   | US$ 328 515      | 277 777 €      |
| Soprole         | Productos lácteos      | $ 250 000 000   | US$ 328 515      | 277 777 €      |
| Super Pollo     | Avícola                | $ 250 000 000   | US$ 328 515      | 277 777 €      |
| Té Supremo      | Té                     | $ 250 000 000   | US$ 328 515      | 277 777 €      |
| Total           | Total                  | $ 3 915 000 000 | US$ 5.144.545    | 4.349.990 €    |

### Tarea solidaria
La cadena de pizzerías Papa John's de Chile dispuso de sus 111 locales en el país y de su sistema de delivery para colaborar con la campaña entregando el 100% de las ventas hechas entre los días 17 a 19 de septiembre. El resultado de la tarea fue entregue a las 23:51 del sábado 19, alcanzando los $ 822 millones (US$ 1 080 157; 913 333 €), incluyendo la proyección de venta para el domingo 20.

### Otros aportes
La Fundación Luksic donó $ 300 millones (US$ 394 218; 333 333 €). La Confederación de la Producción y del Comercio hizo dos aportes: uno por $ 2 500 millones (US$ 3 285 151; 2 777 777 €) el viernes por la noche, y otro por $ 4 500 millones (US$ 5 913 272; 5 000 000 €) en la hora final del programa, totalizando $ 7 mil millones (US$ 9 198 423; 7 777 777 €). Enel donó $ 250 millones (US$ 328 515; 277 777 €). Samsung donó $ 50 millones (US$ 65 703; 55 555 €).

## Controversias
El evento se realizó en medio de la campaña por el plebiscito del 25 de octubre, que decidirá si Chile tiene o no una nueva Constitución Política. En el bloque inicial de la maratón, Sigrid Alegría se presentó junto al grupo Aparcoa, realizando un baile de cueca durante el cual la actriz bailó con un pañuelo decorado con el mensaje “Apruebo CC“, mientras que tres de los integrantes del conjunto llevaron el mensaje en sus sombreros. Este acto fue acusado de politizar el evento, en contra de lo afirmado en días anteriores por Don Francisco en cuanto a utilización del evento con fines políticos, y a pesar de que señaló que la obra de beneficencia "no tiene nada que ver con la política ni con los políticos". La presentación generó reacciones divididas, recibiendo felicitaciones de quienes promueven la opción manifestada por los artistas, particularmente por su valentía al utilizar la ocasión para transmitir su mensaje, y algunas críticas desde el sector que está en contra de una nueva Constitución para Chile, quienes acusaron al evento de ser politizado y una plataforma de promoción de las opciones "Apruebo" y "Convención Constitucional" en el plebiscito de octubre.
En medio de las acusaciones de lavado de imagen empresarial que circundaron la cruzada solidaria, la filial de la empresa norteamericana Papa John's realizó una polémica donación de $ 822 millones (US$ 1 080 157; 913 333 €). La franquicia pertenece al holding empresarial Grupo Drake, propiedad del empresario chileno Nicolás Ibáñez, quien es conocido por entre otras cosas por su apoyo a la dictadura de Augusto Pinochet; su defensa al abusador de menores John O'Reilly, miembro de los Legionarios de Cristo; haber sido acusado de violencia intrafamiliar por su expareja en el extinto periódico La Nación Domingo, del que intentó fallidamente adquirir todas sus ediciones en un afán de ocultar la noticia; y ser el particular que más aportó en las campañas electorales de Chile en 2017 concentrando el 24% de las donaciones, todas a candidatos de la coalición de centroderecha Chile Vamos. Además, durante el primer semestre de 2020, la empresa de comida rápida fue acusada por sus trabajadores sindicalizados de suspender los contratos de trabajo durante la pandemia de coronavirus, situaciones que fundaron diversas críticas.
El presidente de la Confederación de la Producción y del Comercio, Juan Sutil, anunció la donación de $ 7 mil millones (US$ 9 198 423; 7 777 777 €) inmediatamente después del segmento más esperado de la jornada televisiva, protagonizado por el imitador Stefan Kramer. Esta donación, a la fecha la más grande registrada en un evento de estas características en Chile (Teletón, Chile ayuda a Chile, Vamos chilenos), generó suspicacia debido a la afirmación de Don Francisco indicando que "los empresarios nos salvaron", siendo caracterizada como propaganda frente a la dura situación que enfrenta la imagen empresarial en Chile desde el estallido social del 18 de octubre de 2019, donde el líder del empresariado chileno ha sido sujeto de críticas debido al público rechazo que ha manifestado a la idea de una nueva Constitución y el inédito rol protagónico con que ha figurado en múltiples actividades del Gobierno de Chile, especialmente aquellas relacionadas con políticas enfocadas al control de la pandemia de coronavirus y de auxilio económico, lo que lo ha llevado a ser apodado "Presidente/ministro encargado".